# Sportfreunde Klausberg
Sportfreunde 1920 Klausberg (pierwotnie  Sportfreunde 1920 Mikultschütz) – niemiecki klub piłkarski, który działał w latach 1920–1945 w Mikulczycach.

## Historia
W 1906 r. w Mikulczycach założono Turnverein in Mikultschütz (Towarzystwo Gimnastyczne), z którego - w wyniku reform Niemieckiego Związku Gimnastycznego - w 1920 r. wydzielił się klub piłkarski Sportfreunde 1920 Mikultschütz. W 1936 r. w związku ze zmianą nazwy gminy, zmieniła się również nazwa klubu na Sportfreunde 1920 Klausberg. Drużyna od początku odnosiła sukcesy w rozgrywkach okręgowych, w sezonie 1937/38 awansując do śląskiej Gauligi, w której uczestniczyła także w edycjach 1938/39 i 1939/40 zajmując odpowiednio 7., 7. i 4. miejsce. 
Klub rozwiązano po II wojnie światowej. Od tej pory na stadionie w Mikulczycach swoje mecze zaczął rozgrywać reaktywowany polski klub piłkarski RKS Mikulczyce.